# Leonard Woolley

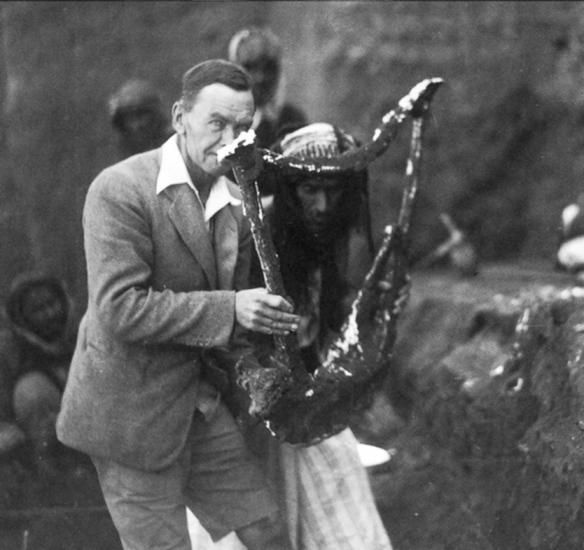
Leonard Woolley.

Leonard Woolley (Londres, 17 de abril de 1880-Íb., 20 de febrero de 1960) fue un arqueólogo británico, conocido por sus excavaciones en la antigua ciudad sumeria de Ur (en el actual Irak) y por haber encontrado evidencia geológica del diluvio de Gilgamesh. Se le considera el primer arqueólogo moderno, y fue nombrado caballero en 1935 por sus contribuciones a la disciplina.

## Excavaciones
Graduado de la Universidad de Oxford, tras trabajar tres años en el Museo Ashmolean de la misma ciudad, viajó al actual Sudán para participar en 1907 y 1911 en la expedición arqueológica británica en el yacimiento egipcio de Wadi Halfa.
En 1912 dirigió junto a T.E. Lawrence (conocido como Lawrence de Arabia) las excavaciones de la ciudad hitita de Karkemish, en la Siria septentrional, donde permaneció dos años y cuyos hallazgos publicó entre 1921 y 1953. Posteriormente pasó a Egipto para dirigir la excavación de Amarna, la ciudad sagrada del faraón Akhenatón.
Entre 1922 y 1934 dirigió las excavaciones en la antigua ciudad sumeria de Ur, en los que colaboró su esposa, la arqueóloga Katharine Woolley, patrocinados por el Museo Británico y la Universidad de Pensilvania cuyos descubrimientos, entre los que destaca el cementerio real datado hacia el 2700 a. C. constituyen uno de los hitos más relevantes de la arqueología del siglo XX. Por otro lado la minuciosidad con que se llevó a cabo el alumbramiento de los restos y su posterior estudio permitió a los historiadores reconstruir la sociedad cortesana sumeria desde sus inicios protohistóricos en el IV milenio a. C. hasta su época final de habitación, en el siglo IV a. C.
El riquísimo ajuar funerario encontrado en los enterramientos reales, entre cuyas piezas destaca el estandarte real de Ur, reveló la existencia de un arte suntuario de gran exquisitez y elaboración técnica, así como la práctica del enterramiento sacrificial del rey con su cohorte de servidores.
El descubrimiento de la evidencia geológica de una gran inundación que habría arrasado la cuenca mesopotámica en época protohistórica revolucionó las interpretaciones sobre el mito del diluvio de las tradiciones literarias sumeria y semita.
En 1936, tras sus descubrimientos en Ur, Woolley estaba interesado en encontrar vínculos entre la antigua civilización egea y la mesopotámica, lo que lo llevó al antiguo puerto sirio de Al Mina y al vecino Tell Atchana donde excavó entre 1937 y 1939 y nuevamente entre 1946 y 1949.
En 1939 localizó la estatua de Idrimi, una estatua funeraria dedicada al rey Idrimi de Alalakh.

## Obras
Woolley escribió más de 25 libros, entre los que destacan:
- Digging Up The Past (1930)
- Abraham. Recent discoveries & Hebrew Origins (1936)
- Ur of the Chaldees: A Record of Seven Years of Excavation (1950)
- Spadework: Adventures in Archaeology (1953, ISBN 0-85617-798-9)
- Excavations at Ur: A Record of 12 Years' Work (1954, ISBN 978-0-8152-0110-6).